# Município de Walnut Grove (condado de Wilkes, Carolina do Norte)
Localização da Carolina do Norte nos E.U.A.
O município de Walnut Grove (em inglês: Walnut Grove Township) é um localização localizado no  condado de Wilkes no estado estadounidense da Carolina do Norte. No ano 2010 tinha uma população de 1.223 habitantes.

## Geografia
O município de Walnut Grove encontra-se localizado nas coordenadas 36° 21′ 59,47″ N, 81° 06′ 39,3″ O.